# Bomolocha verticalis
Bomolocha verticalis är en fjärilsart som beskrevs av George Francis Hampson 1910. Bomolocha verticalis ingår i släktet Bomolocha och familjen nattflyn. Inga underarter finns listade i Catalogue of Life.